# La Curva, El Fuerte
La Curva är en ort i Mexiko.   Den ligger i kommunen El Fuerte och delstaten Sinaloa, i den västra delen av landet, 1 200 km nordväst om huvudstaden Mexico City. La Curva ligger 53 meter över havet och antalet invånare är 236.
Terrängen runt La Curva är platt. Runt La Curva är det ganska glesbefolkat, med 23 invånare per kvadratkilometer. Närmaste större samhälle är Tehueco, 3,5 km nordost om La Curva. Omgivningarna runt La Curva är en mosaik av jordbruksmark och naturlig växtlighet.